# Гелен Оєємі
Гелен Оладжумоке Оєємі (англ. Helen Olajumoke Oyeyemi, нар. 10 грудня 1984, Ібадан, Нігерія) — британська письменниця нігерійського походження.

## Біографія
Гелен Оладжумоке Оєємі народилася 10 грудня 1984 року у місті Ібадан, штат Ойо, Нігерія. У віці чотирьох років Оєємі разом з батьками переїхала до Великої Британії.
Оєємі написала свій перший роман «Дівчина-Ікар» ще у школі, коли готувалася до випускних екзаменів. Їй було тоді 17 років. Коли вона вивчала соціальні та політичні науки у Корпус-Крісті, коледжі Кембриджського університету, дві її п'єси «Відбілювання Джуніпер» та «Жертва», що зіграли студенти, отримали позитивні відгуки критиків і після цього вийшли друком.
2007 року видавництво «Bloomsbury Publishing» видало другий роман Оєємі, «Протилежний будинок», на написання якого її надихнула міфологія Куби. Третій роман «Білий для чаклування» вийшов у травні 2009 року у видавництві «Picador». Про роман відгукнулися, що він бере «початок у Генрі Джеймса та Едгара Аллана По». У червні 2011 року те саме видавництво опублікувало четвертий роман Оєємі, «Містер Фокс», а у 2014 — п'ятий роман, «Хлопець, сніг, птах». 2016 року вийшла остання натепер книга Оєємі — збірка короткої прози «Що не твоє, то не твоє».
З 2014 року живе у Празі.

## Твори

### Романи
- 2005 — «Дівчина-Ікар» (англ. The Icarus Girl)
- 2007 — «Протилежний будинок[en]» (англ. The Opposite House)
- 2009 — «Білий для чаклування» (англ. White is for Witching)
- 2011 — «Містер Фокс» (англ. Mr Fox)
- 2014 — «Хлопець, сніг, птах[en]» (англ. Boy, Snow, Bird)
- 2019 — «Імбирний пряник» (англ. Gingerbread)

### П'єси
- 2004 — «Відбілювання Джуніпер» (англ. Juniper's Whitening)[11]
- 2005 — «Жертва» (англ. Victimese)

### Збірки
- 2016 — «Що не твоє, то не твоє» (англ. What Is Not Yours Is Not Yours)

### Коротка проза
- 2015 — «„Пробач“ не робить її чай солодшим» (англ. "Sorry" Doesn't Sweeten Her Tea)
- 2015 — «Дорніка та гусак дня святого Мартіна» (англ. Dornička and the St. Martin's Day Goose)
- 2015 — «Утоплення» (англ. Drownings)
- 2016 — «Коротка історія товариства домашніх дівчат» (англ. A Brief History of the Homely Wench Society)
- 2016 — «Книги та троянди» (англ. Books and Roses)
- 2016 — «Фредді Баррандов... реєструється?» (англ. Freddy Barrandov Checks... In?)
- 2016 — «Якщо книга замкнена, то мабуть на це є гарна причина, ти так не вважаєш» (англ. If a Book Is Locked There's Probably a Good Reason for That Don't You Think)
- 2016 — «Твоя кров така ж червона?» (англ. Is Your Blood as Red as This?)
- 2016 — «Присутність» (англ. Presence)

## Визнання
- У 2009 році була названа серед списку «25 до 25» (англ. 25 under 25) журналом «Venus Zine[en]», тобто списоку з 25 жінок до 25 років.
- У 2013 році увійшла до списку найкращих молодих британських письменників журналу «Гранта», який складається раз на 10 років.[12]
- У 2015 році була членом журі премії «Індепендент» за перекладену прозу[en].[13]
- У 2015 році була членом журі премії «Гіллер»[en].[14]

### Нагороди
- 2010 — Премія Сомерсета Моема за роман «Білий для чаклування»
- 2017 — Премія «PEN/Open Book»[en] за збірку «Що не твоє, то не твоє»[15]

### Номінації
- 2010 — Номінація на премію Ширлі Джексон[en] за найкращий роман за роман «Білий для чаклування»
- 2011 — Номінація на Меморіальну премію Джеймса Тіптрі-молодшого за роман «Містер Фокс»
- 2012 — Номінація на премію «Локус» за найкращий фентезійний роман за роман «Містер Фокс»
- 2014 — Фіналістка Книжкового призу Лос-Анджелес Таймс[en] за роман «Хлопець, сніг, птах[en]»
- 2016 — Номінація на премію Британської науково-фантастичної асоціації за найкращу фантастичну повість за повість «Присутність»
- 2017 — Номінація на премію Ширлі Джексон[en] за найкращу коротку повість за повість «Присутність»